# Бринкли (Арканзас)
Бринкли (англ. Brinkley) — город в округе Монро, Арканзас, США. По данным переписи за 2010 год число жителей города составляло 3188 человек, по оценке Бюро переписи США в 2015 году в городе проживало 2890 человек. Основан как станция железной дороги в 1872 году. Назван в честь Роберта Бринкли (англ. Robert Campbell Brinkley), президента железной дороги, построившей станцию.
В 2004 в окрестностях города был замечен белоклювый дятел, считавшийся вымершим за 60 лет до этого.

## Географическое положение
Бринкли находится в востоке штата Арканзас. По данным Бюро переписи населения США город имеет общую площадь в 15,4 км² (14,2 км² — суша, 1,2 км² — вода). На территории города находится одноименное озеро.
Через город проходят:
- US 63 (англ. US Highway 63).
- US 63 (англ. US Highway 49).
- US 70 (англ. US Highway 70).
- I-40 (англ. Interstate 40), межштатная автомагистраль (совпадает с US 63).

## Население
По данным переписи 2010 года население Бринкли составляло 3188 человек (из них 48,1 % мужчин и 51,9 % женщин), в городе было 1336 домашних хозяйств и 825 семей. На территории города была расположена 1567 построек со средней плотностью 101,8 построек на один квадратный километр суши. Расовый состав: белые — 45,4 %, афроамериканцы — 51,6 %, азиаты — 0,8 %.
Население города по возрастному диапазону по данным переписи 2010 года распределилось следующим образом: 24,2 % — жители младше 18 лет, 3,9 % — между 18 и 21 годами, 53,2 % — от 21 до 65 лет и 18,7 % — в возрасте 65 лет и старше. Средний возраст населения — 42,2 лет. На каждые 100 женщин в Бринкли приходилось 92,5 мужчин, при этом на 100 совершеннолетних женщин приходилось уже 86,9 мужчин сопоставимого возраста.
Из 1336 домашних хозяйств 61,8 % представляли собой семьи: 36,6 % совместно проживающих супружеских пар (12,4 % с детьми младше 18 лет); 20,6 % — женщины, проживающие без мужей и 4,6 % — мужчины, проживающие без жён. 38,2 % не имели семьи. В среднем домашнее хозяйство ведут 2,34 человека, а средний размер семьи — 3,04 человека. В одиночестве проживали 35,1 % населения, 15,3 % составляли одинокие пожилые люди (старше 65 лет).

## Экономика
В 2014 году из 2476 человек старше 16 лет имели работу 941. При этом мужчины имели медианный доход в 42 137 долларов США в год против 23 409 долларов среднегодового дохода у женщин. В 2014 году медианный доход на семью оценивался в 33 162 $, на домашнее хозяйство — в 23 668 $. Доход на душу населения — 15 660 $ в год.